# Geldershoofd en Gravestein

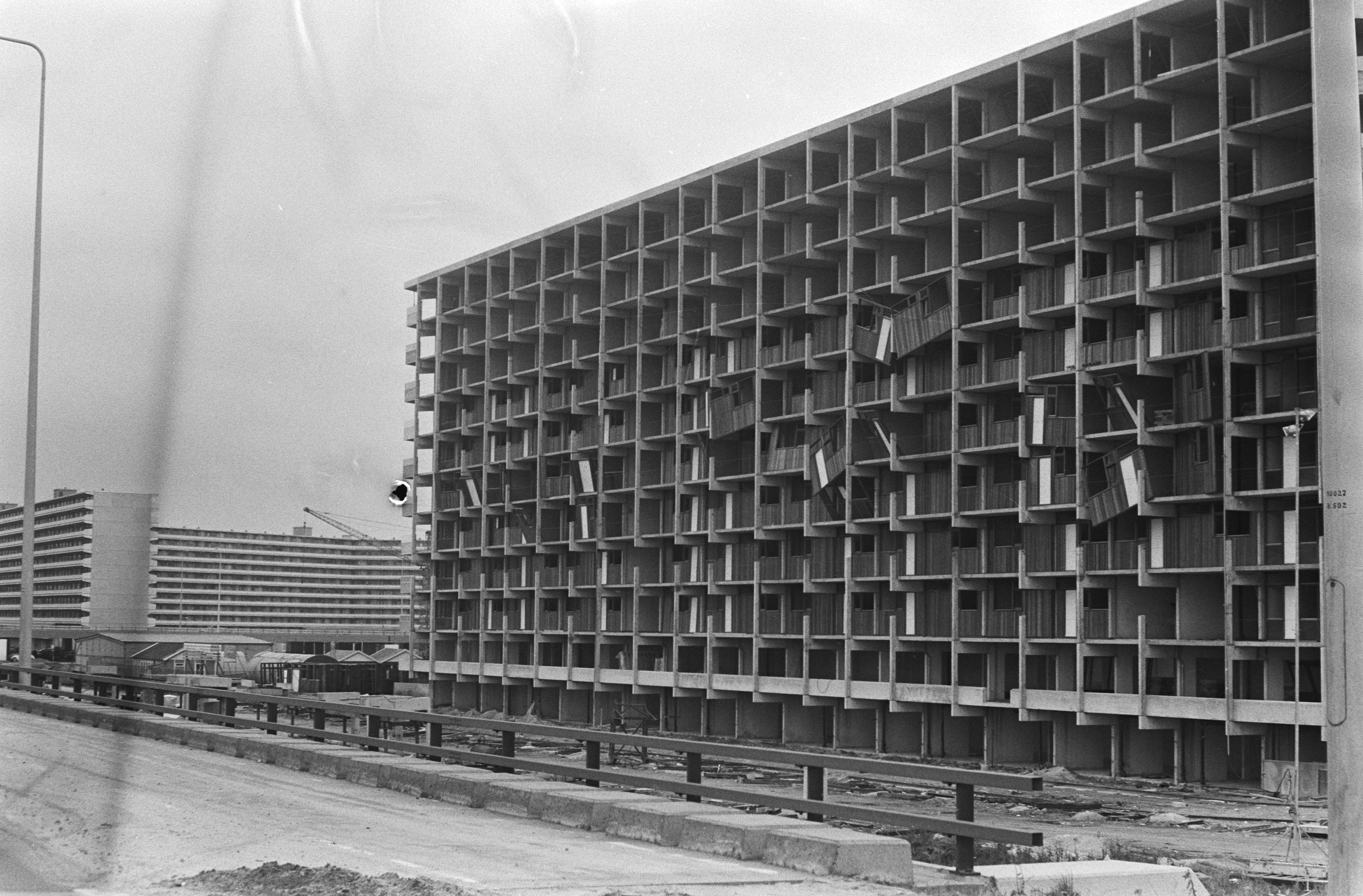
Gliphoeve in aanbouw; voorgrond brug 1017 in de Elsrijkdreef, midden links nog een deel viaduct Bijlmerdreef (1971)

Geldershoofd en Gravestein, voorheen Gliphoeve II en I, respectievelijk, zijn twee flatgebouwen in Amsterdam-Zuidoost. Gliphoeve was bij een raadsbesluit van 25 juni 1969 vernoemd naar een buitenplaats en boerderij in De Glip. Gravestein is vernoemd naar een Surinaamse plantage en Geldershoofd naar de voormalige buitenplaats Gelders Hoofd bij Brummen in Gelderland.

## Geschiedenis
De honingraatvormige flats werden begin jaren '70 opgeleverd en waren met een hotelnummering van 1-966, de grootste in de E/G-buurt; Gliphoeve-West vormde een combiflat met Egeldonk-Zuid en had daardoor dezelfde vorm als Frissenstein-Noord-Dennenrode-Zuid zij het met twee liftportieken. Gliphoeve-Oost had grotendeels dezelfde vorm als Florijn, alleen was het voorstuk kleiner waardoor portiek 1/A in hetzelfde blok als 2/B werd geplaatst en liep de overdekte binnenstraat tot aan portiek 4/D. Andere grote verschillen met de F/D-buurt waren de gespiegelde indeling van een aantal flats en de westelijke richting van de verbindende loopbrug. Onder de parkeergarage van Gliphoeve werd een deel van het winkelcentrum Ganzenhoef gesitueerd.
Al snel na de oplevering werd Gliphoeve I, gebouwd naar ontwerp van Willem Kromhout en Jacob Groet grotendeels bewoond door Surinamers, die in de jaren voor de onafhankelijkheid van Suriname (1975) in groten getale naar Nederland trokken. Zij werden door huisbazen en stadsbesturen uit de binnensteden geweerd, maar werden door de Woningcorporatie Ons Belang die Gliphoeve I in 1971 geworven met de leuze 'Wij discrimineren niet'. Daarbij ontstond een plotselinge bewonerstoename (in 367 woningen wonen 2000 mensen soms met twintig in ;één flat), die de flat en achterliggende organisatie niet aankonden. Bovendien wilde men escalatie voorkomen, zodat een gedoogconstructie ontstond, die indirect toch uit de hand liep. De verloedering van de flat kwam uitgebreid in het nieuws, hetgeen het negatieve image van de flats en Bijlmermeer versterkte. Aan de andere kant waren bewoners wel tevreden (ze gaven het de koosnaam Glippie), als het achterstallig onderhoud maar werd aangepakt. Al in 1973 werd door de gemeente geconstateerd, dat het anders moest; er waren talloze sporen van vernielingen, opengebroken bergingen en een constante urinelucht. Bewoners, die spreken van koloniale toestanden vanwege het blijvend niet reageren, hebben het gevoel dat ze iets misdaan hebben. Bewoners trokken weg, terwijl er geen nieuwe kwamen. Een socioloog constateerde dat de flat een thuis werd voor kanslozen. De flat kwam meer en meer leeg te staan, waarop enkele resterende appartementen door woningloze Surinamers in 1974 gekraakt werden. Hun woonsituatie werd na succesvolle politieke strijd gelegaliseerd en omgezet in reguliere huur. In de jaren daarna raakte de flat echter in verval door massale werkloosheid, criminaliteit en drugsgebruik. In 1975 kwam vervolgens een uitgebreide renovatie van de grond. Er wordt schoongemaakt, vernielingen worden hersteld, lichtstraten worden aangebracht, er werd onderhoud verricht aan technische installaties en er kwam een nieuw ketelhuis. Bovendien werd het aantal liften uitgebreid; de twee oorspronkelijke werden te intensief gebruikt en veelal te zwaar belast. Tegen de stroom in duurde de renovatie jaren en jaren, totdat ze in 1984 eindelijk afgerond werd. 
Waar alle andere honingraatflats overgingen naar de nieuw opgericht woningbouwcorperatie Nieuw Amsterdam bleef Gliphoeve in handen van Ons Belang met als reden dat er nog veel in de flats was geïnvesteerd de laatste jaren. Daarom werd in 1984 het door imagoproblemen geplaagde Gliphoeve opgesplitst waarbij de beladen naam Gliphoeve verdween en de flats werden vernoemd in Gravestein (West) en Geldershoofd (Oost). Hierbij werden de flats aan een opknapbeurt onderworpen waarbij de loopbrug, de dubbele liften per etage, een groot deel van de binnenstraat en de helling bij portiek 4/D kwamen te vervallen. In 1986 werd de parkeergarage grotendeels afgebroken en vervangen door een openluchtterrein om de veiligheid te vergroten. Alleen het gedeelte waar het winkelcentrum Ganzenhoef onder gelegen was bleef vooralsnog ongebruikt gehandhaafd tot de sloop van het winkelcentrum in 1996.  
Na de vliegramp van 4 oktober 1992 werd besloten om de Bijlmer ingrijpend te veranderen; dit hield in dat veel flats moesten wijken voor laagbouw. Geldershoofd en Gravestein werden gespaard; Gravestein kreeg maisonnettewoningen en voor een deel stalen balustrades. Vanaf 2000 begon men met het doorverlagen van de Bijlmerdreef waarbij de garage en het onderliggende winkelcentrum Ganzenhoef wel onder de sloophamer gingen.
In 2009 kreeg Geldershoofd een metamorfose met grotere balustrades in de portieken en dubbele (uitschuifbare) liften. Het gerenoveerde restant van Egeldonk overgeschreven op Gravestein. De flats blijven onderhoudsgevoelig, want ook in de jaren twintig wordt een groot onderhoud aangekondigd, aldus Het Parool, dat rondom de jaarwisseling 2023-2024 een aantal artikelen aan de flat en haar bewoners publiceerde. Daarbij kwam ook (eer-)herstel van de oorspronkelijke naam naar voren. In 2021/2022 werd aan Gravestein een kunstwerk gehangen: Eerbetoon Gliphoeve, waaruit bleek dat de naam Gliphoeve nog niet verdwenen is.

## Galerij

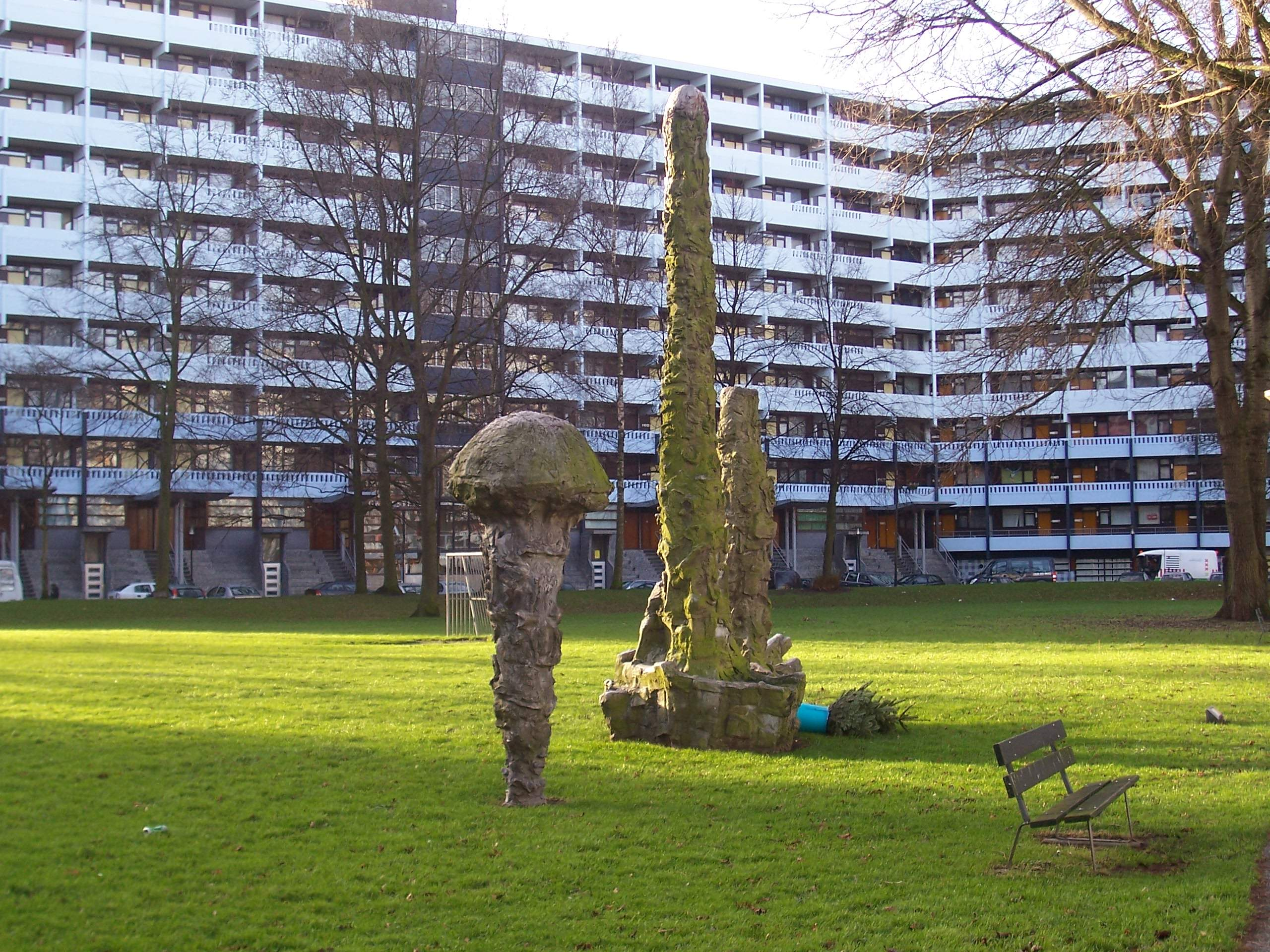
Beelden en sculpturen
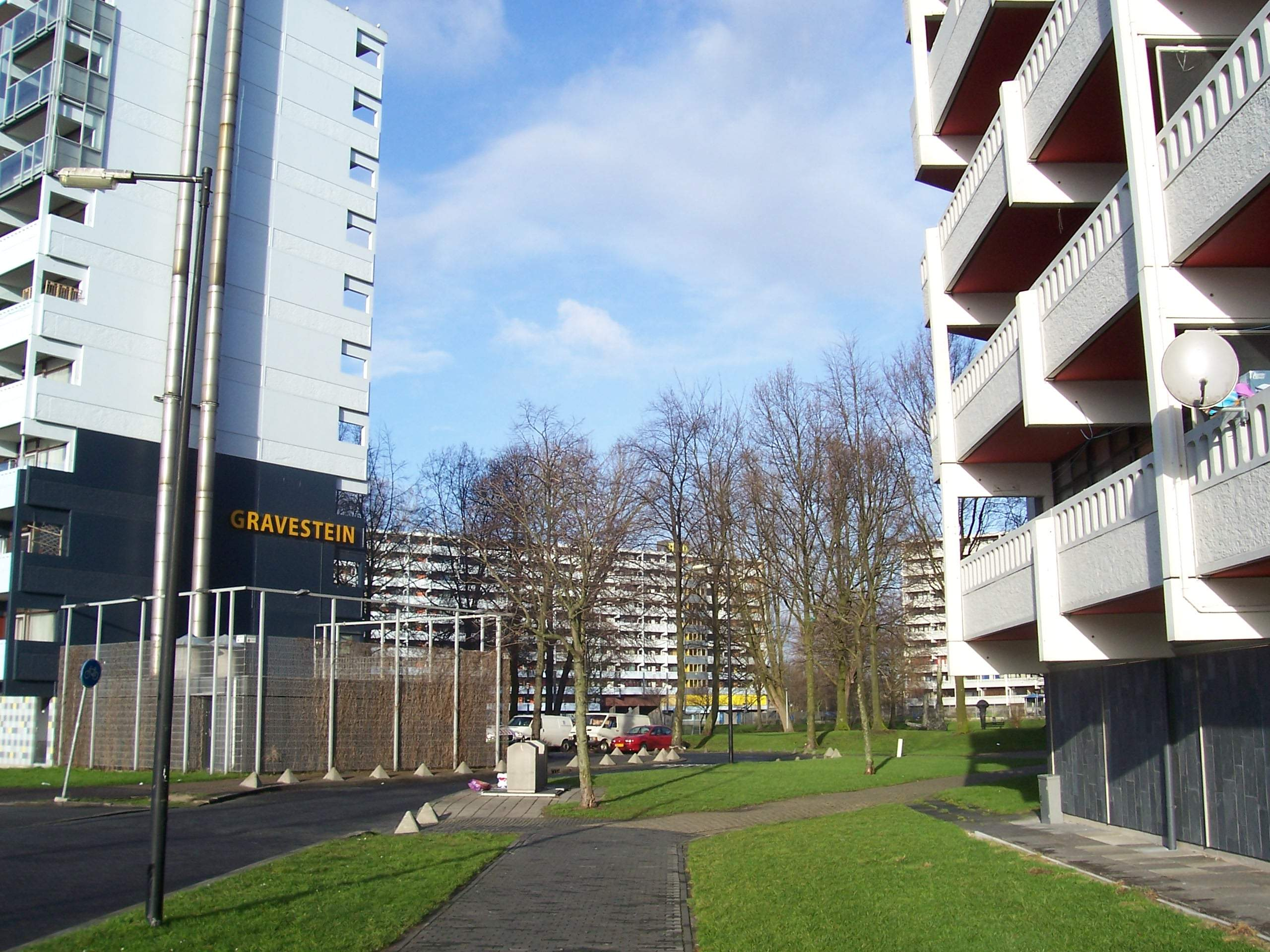
Tussen de flatgebouwen
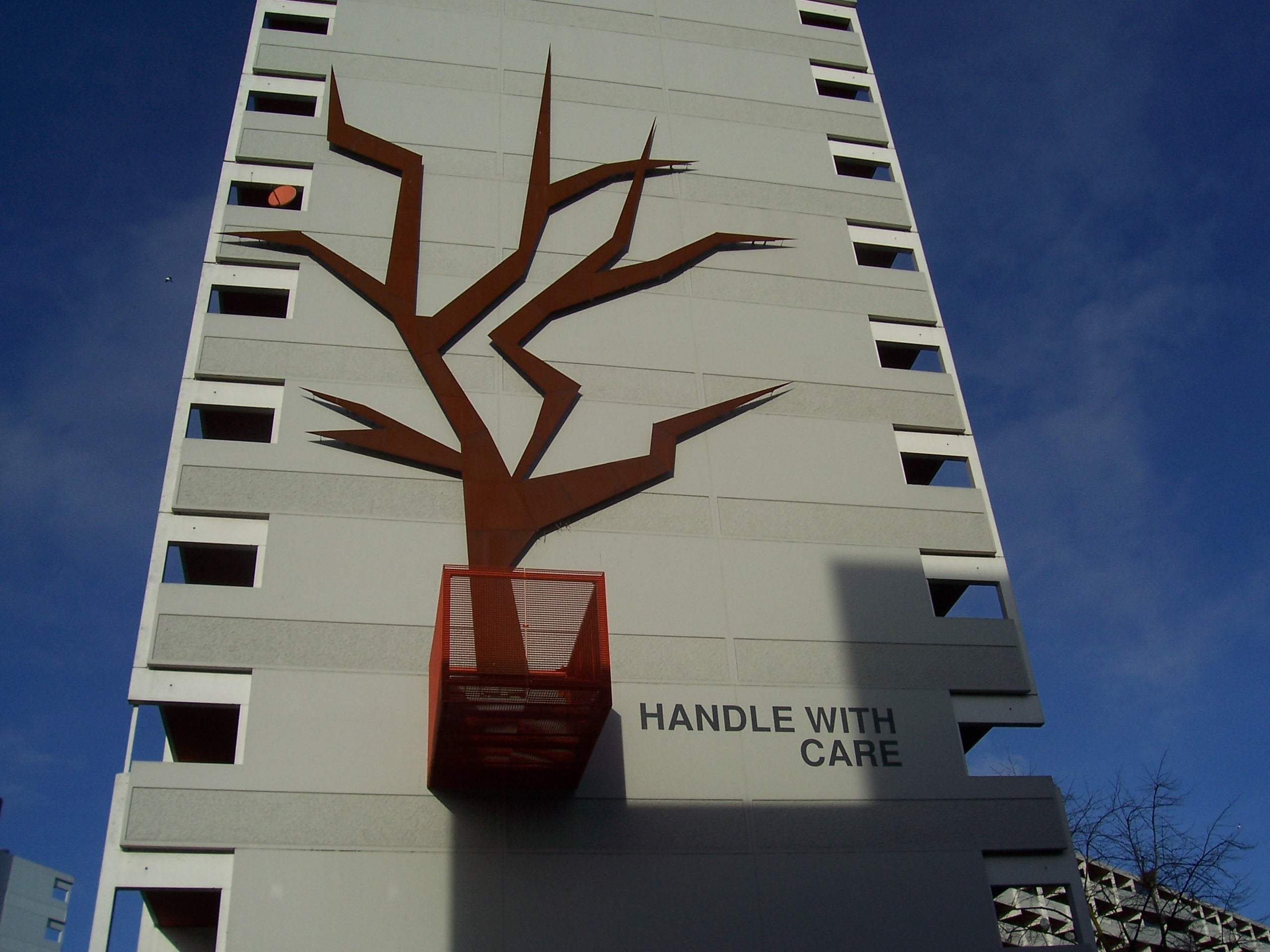
Handle With Care
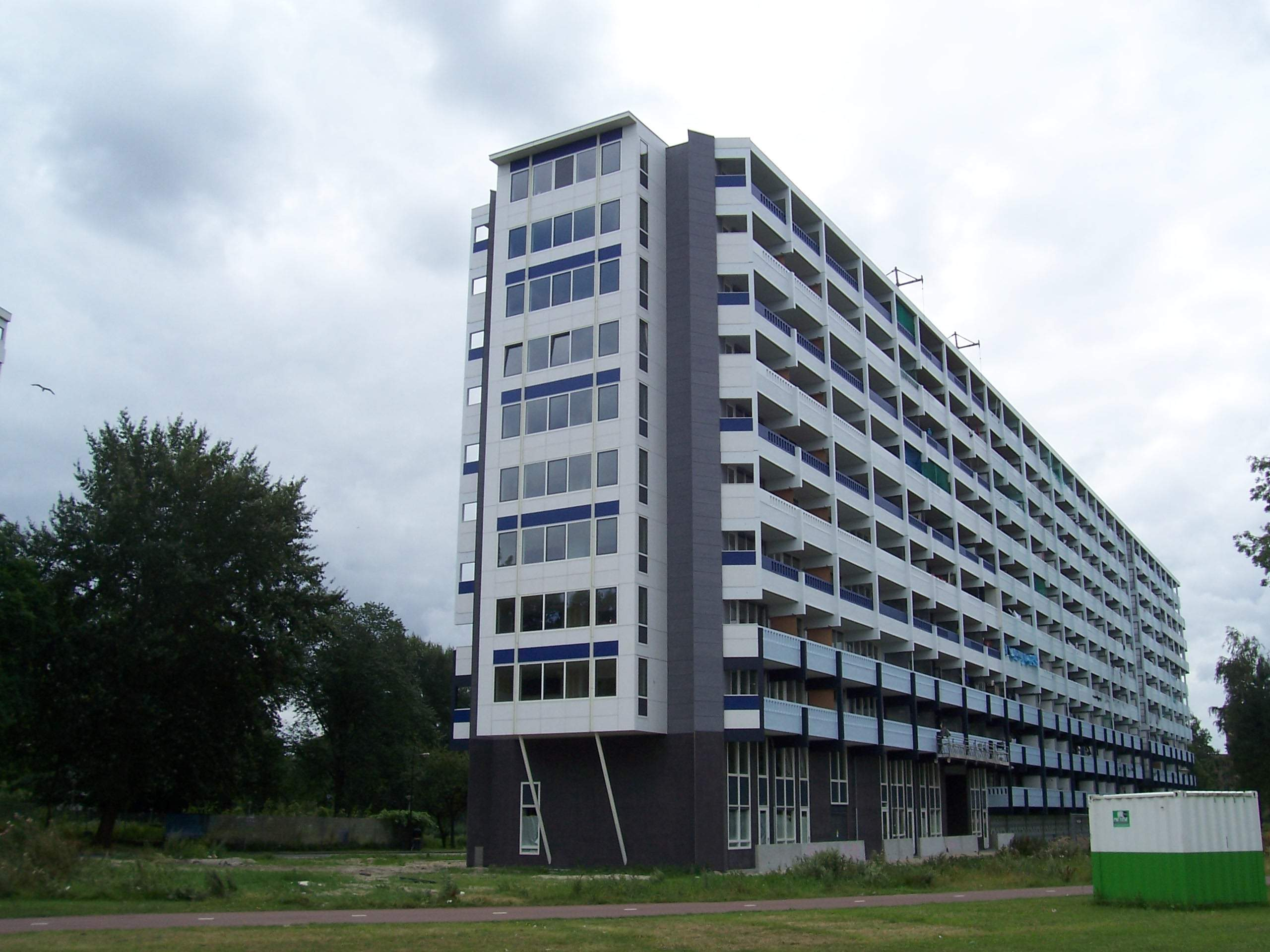
Renovatie stukje Gravestein (het voormalige Egeldonk)